# Gautier II Granier
Gautier II Granier, ou Gautier de Césarée, mort entre 1189 et 1191, est le fils puîné d'Hugues Granier, seigneur de Césarée, et de son épouse Isabelle Gothman.
À la mort de son père Hugues Granier entre 1168 et 1174, son frère aîné Guy Granier lui succède comme nouveau seigneur de Césarée. Mais ce dernier meurt à son tour sans héritier entre 1176 et 1182, et Gautier II lui succède à la tête de cette seigneurie.
En juillet 1174, Gautier II et son frère aîné Guy souscrivent à une charte du roi Amaury Ier de Jérusalem. Il n'est mentionné dans aucune autre source avant 1182, date à laquelle il est déjà seigneur de Césarée. Cette année-là, avec le consentement de sa sœur Julienne Granier et de son mari Guy Brisebarre, il vend la « casal » de Galilée, près de Césarée, à l'ordre de l'Hôpital pour 5 000 besants. Cet acte a été élaboré par le chancelier royal, l'archevêque Guillaume de Tyr, à la Haute cour de Jérusalem et a été souscrit par les plus hauts dignitaires du royaume : le roi Baudouin IV, le seigneur de Ramla Baudouin d'Ibelin, le seigneur d'Ibelin et de Naplouse Balian d'Ibelin, le comte de Jaffa Guy de Lusignan ainsi que le connétable de Jérusalem Aimery de Lusignan. Le roi confirme par la suite cette vente le 14 novembre à Acre.
Gautier II s'est aligné avec son beau-père et le parti baronial pendant les conflits du règne de Baudouin IV. Lorsque Guy de Lusignan, comte de Jaffa et nouveau bailli du royaume, conduit une armée aux Fontaines de Goliath, près de Bethsan, pour faire face à une armée d'invasion de Saladin, le parti baronial, dont Gautier II, refuse de se battre sous ses ordres. En juillet 1187, Gautier II est l'un des barons, avec le comte Raymond III de Tripoli, le comte Josselin III d'Édesse, le seigneur de Sidon Renaud Granier et le seigneur du Gibelet Raymond Embriaco, qui négocient un traité avec la république de Gênes pour défendre la ville de Tyr contre Saladin. Après l'arrivée de Conrad de Montferrat à Tyr, Gautier II reste pour participer à la défense de la ville. Il souscrit à cinq actes de Conrad entre octobre 1187 et mai 1188. À cette période, l'ensemble de la seigneurie de Césarée était entre les mains des musulmans.
Gautier II participe ensuite au siège de Saint-Jean-d'Acre, qui dure de 1189 à 1191, lors duquel il trouve la mort. Les Lignages d'Outremer déclarent que « Gautier a été tué à la reprise d'Acre » (« Gautier fu occis ou recouvrer d'Acre ») et l'historien français Louis de Mas Latrie du XIXe siècle suppose que cela signifie le dernier jour du siège, lorsque la ville tomba. Sur son lit de mort, Gautier II rend la « casal » d'Altafia, que son père avait achetée aux Hospitaliers après que son grand-père leur eut donné. Ce don a été confirmé par sa sœur et héritière, Julienne Granier, en 1197. Il a également été confirmé par le roi, Guy of Lusignan, ancien comte de Jaffa, auquel Gautier a longtemps été opposé.
Il n'a pas contracté d'union, ni eu de descendance connue.